# Pierre Cortois de Balore

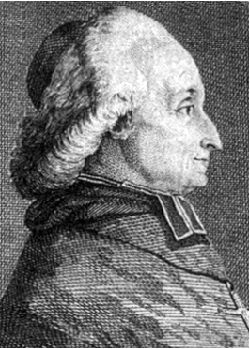
Bisschop de Balore als parlementslid

Pierre-Marie-Magdelaine Cortois de Balore (Dijon, 11 mei 1736 – Polisy, 19 oktober 1812) was bisschop van Alès (1776-1784) en bisschop van Nîmes (1784-1801), in de provincie Languedoc van het koninkrijk Frankrijk. Hij zetelde ook in de Constituante in de jaren onmiddellijk na de Franse Revolutie.

## Levensloop
De Balore was een telg van een adellijke familie in Dijon, in het hertogdom Bourgondië. De Balore volgde het priesterseminarie Saint-Sulpice in Parijs, waar hij baccalaureus werd in de theologie. Hij werd vervolgens licentiaat en doctor in de theologie aan de universiteit van Besançon. Besançon was destijds de hoofdplaats van de Franche-Comté. Hij begon zijn kerkelijke carrière als kanunnik in de kathedraal van Belley, eveneens gelegen in de Franche-Comté. 
In 1776 werd hij tot bisschop van Alès gewijd. Hij bleef verbonden met het hertogdom Bourgondië als deken van het kapittel van Nuits. In Alès hield hij zich bezig met dijken te verstevigen. De Gardon d'Alès, zijrivier van de Gadron, trad er regelmatig buiten haar oevers.
Acht jaar later stapte de Balore over naar het bisdom Nîmes (1784); de bisschoppen van de Languedoc kozen voor deze prelaat uit Bourgondië om de relaties tussen protestanten en katholieken in Nîmes te verbeteren. De Balore werd er als een buitenstaander gezien. Zijn missie was laisser Genève en paix sans trahir Rome : Genève met rust laten zonder Rome te verraden. Hierin lukte hij redelijk. Bij de oprichting van de Académie van Nîmes was hij erbij. Hij werd politiek actief, en dit ook op landelijk niveau. Van 1789 tot 1791 was de Balore lid van de Constituante in Parijs. Daar zetelde hij op de bank der geestelijkheid namens de baljuwschappen Nîmes en Beaucaire. De Balore verzette zich tegen de Grondwet die ontworpen werd in Parijs. In het parlement pleitte hij voor een grootgrondbezit voor de geestelijkheid. Door het terreurregime vluchtte hij naar Zwitserland, meer bepaald naar Zürich (1792). Hij leefde er in armoede. Tezelfdertijd nam een andere bisschop de bisschopstroon van Nîmes in: Jean-Baptiste Dumouchel, een aanhanger van de Franse Grondwet. Deze verliet nog binnen het jaar Nîmes wegens zijn onpopulariteit (1793). Het revolutionaire bewind in Nîmes confisqueerde het bisschoppelijk paleis.
Met het Concordaat van 1801 tussen Napoleon Bonaparte en de Franse katholieke Kerk keerde de Balore terug naar Nîmes. Doch het bisdom Nîmes werd afgeschaft (1801).
Getroffen door een ziekte trok de Balore zich terug in Polisy, in de Champagnestreek. Daar stierf hij in 1812.
- Bibliothèque nationale de France: cb14955018k (data)
- International Standard Name Identifier: 0000 0003 8959 9998
- Système universitaire de documentation: 163960836
- Virtual International Authority File: 283031371